# Витина (община)
Витина (серб. Витина) — община в Косове, входит в Гниланский округ. Административный центр общины — одноименный город Витина. 
Община Витина состоит из 43 населённых пунктов, средняя площадь населённого пункта — 6,7 км².
Население общины составляет 59 810 человек. Занимаемая площадь — 289 км².

## Известные уроженцы
Линдита Халими - косовская певица, представительница Албании на Евровидении-2017.

## Административная принадлежность
| Сербская позиция                                                      | Албанская позиция                           |
| --------------------------------------------------------------------- | ------------------------------------------- |
| входит в Косовско-Поморавский округ автономного края Косово и Метохия | входит в Гниланский округ Республики Косово |